# Max Essex

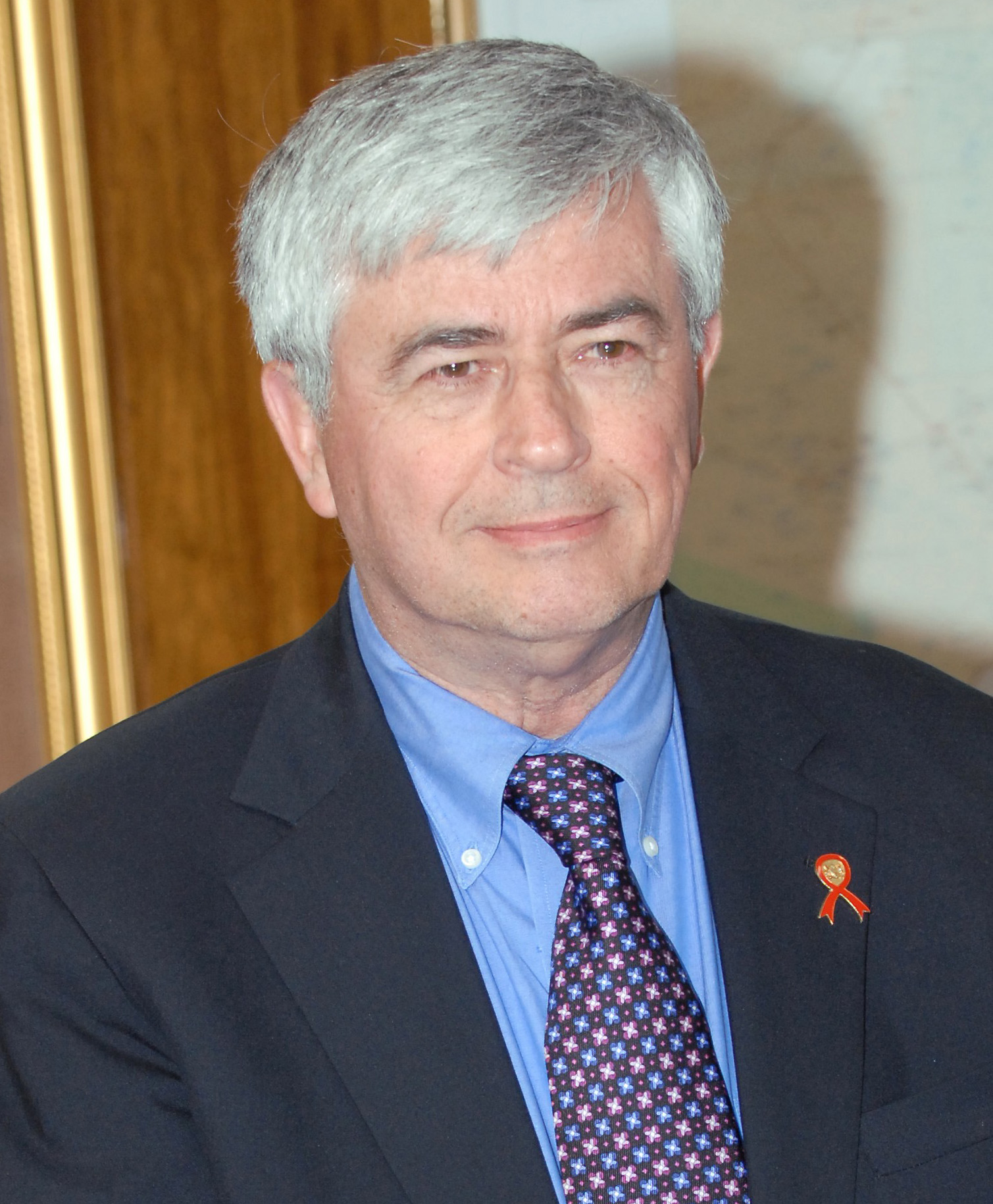
Max Essex

Myron Elmer „Max“ Essex (* 17. August 1939 in Coventry (Rhode Island)) ist ein US-amerikanischer Mediziner und Virologe, bekannt für Beiträge zur HIV-Forschung und Bekämpfung, aber auch zu Viren und Krebs. Er ist Mary Woodard Lasker Professor of Health Sciences an der Harvard School of Public Health.

## Leben und Karriere
Essex studierte an der University of Rhode Island (Bachelor-Abschluss 1962) und  Veterinärmedizin an der Michigan State University (Promotion (DVM) 1967) und wurde 1970 an der University of California, Davis, in Mikrobiologie promoviert (Ph.D.). Als Post-Doktorand war er am Karolinska-Institut in Stockholm. Ab 1972 war er Assistant Professor für Mikrobiologie und 1979 Professor für Virologie in Harvard (School of Public Health). Außerdem war er 1976 bis 1992 Lecturer in der Fakultät für Pathologie der Harvard Medical School. 1978 bis 1982 war er Leiter der Abteilung Mikrobiologie an der School of Public Health, die 1982 in Department of Cancer Biology umbenannt wurde. Essex leitete diese noch bis 1997 und wurde dann Vorstand der Abteilung Immunologie und Infektionskrankheiten (bis 2006). Seit 1988 war er Leiter des Harvard Aids Institute (später Harvard Aids Initiative genannt). Ab 1989 war er Mary Woodard Lasker Professor. 1998 bis 2006 war er auch John LaPorte Given Professor of Infectious Diseases.
1975 war er Gastprofessor in Teheran.

## Werk
Essex befasste sich anfangs mit Retroviren bei Tieren und war in Zusammenarbeit mit William A. Haseltine (* 1944)  einer der Ersten, der Retroviren mit Immunsuppressiven Erkrankungen in Verbindung brachte. Er trug wesentlich zur HIV-Forschung bei, so indem er frühzeitig Retroviren mit der Aids-Erkrankung in Verbindung brachte (etwa gleichzeitig mit Luc Montagnier und Robert Gallo) und Hinweise auf die Übertragbarkeit über Blut und Blutkonserven fand und die Übertragbarkeit durch heterosexuellen Geschlechtsverkehr nachwies. Er war an der Entdeckung von STLV und SIV in Affen und HIV-2 bei Menschen in Westafrika beteiligt und 1984 an der Identifizierung des Oberflächenproteins Gp120 (HIV) (das Protein wird vielfach für den Nachweis des Virus benutzt).
Aktuell studiert er besonders den HIV-1c Virus, der besonders in Südafrika verbreitet ist (im Unterschied zu dem in Europa und Nordamerika häufigeren HIV-1b) und die Rolle von Genen in der Abwehr von HIV (besonders Einzelnukleotid-Polymorphismus).
Er entwickelte seit 1986 HIV-Programme mit dem Senegal, Thailand, Botswana, Indien, Mexiko und China und gründete 1996 die Partnerschaft der Harvard University mit Botswana, die zur Gründung eines gemeinsamen Instituts in Gaborone in Botswana führte. Dort leitet er eine große Studie zur Verwendung von Medikamenten gegen Retroviren als Möglichkeit der Prävention. Sein Buch Saturday is for funerals von 2011 behandelt die Aids-Epidemie in Botswana und die Wende, die die Verfügbarkeit antiviraler Medikamente ab 2006 brachte.
Essex befasst sich auch mit Tumorviren und deren Rolle bei Krebsentstehung. Er begann seine Forschungstätigkeit mit Studien zum Katzenleukämie-Virus.
Von ihm stammen rund 600 wissenschaftliche Veröffentlichungen und zwölf Bücher.

## Ehrungen und Mitgliedschaften
1986 erhielt er den Lasker~DeBakey Clinical Medical Research Award. Er ist neunfacher Ehrendoktor. Er ist Mitglied des Institute of Medicine der National Academy of Science.
1980 erhielt er die Bronzemedaille der American Cancer Society und 1985 den Outstanding Investigator Award des National Cancer Institute. Ab 1978 war er im medizinischen Beirat der Leukemia Society of America.

## Schriften
- Herausgeber mit anderen: Aids in Africa, Springer 2002
- mit Unity Dow: Saturday is for funerals, Harvard University Press 2011